# Oslograben

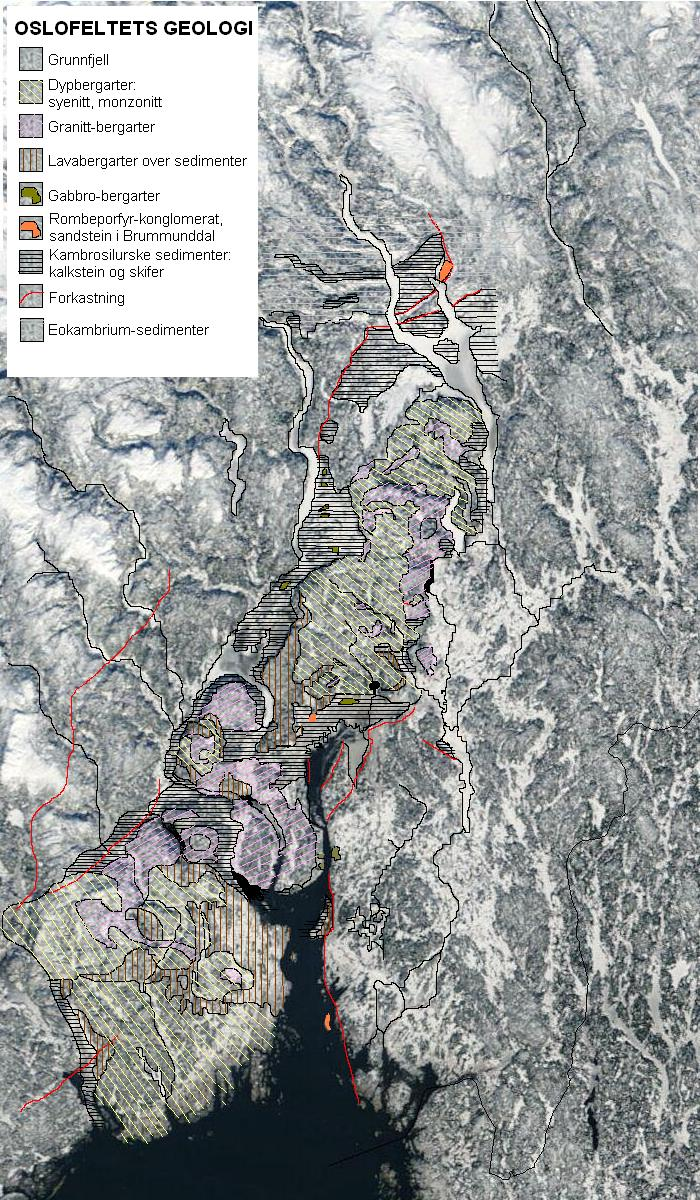
Geologische Übersichtskarte des Oslograbens

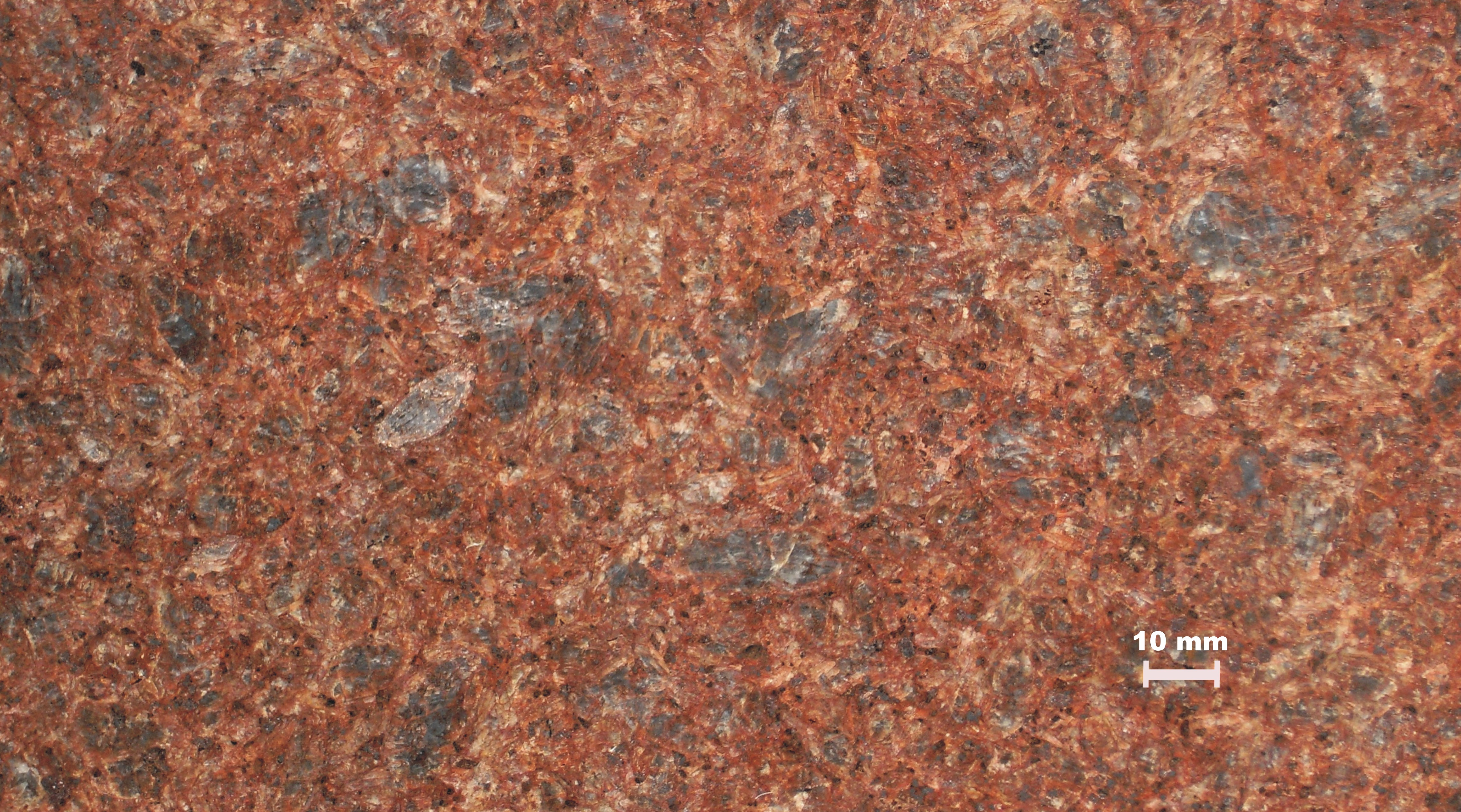
Tönsbergit

Der Oslograben (norwegisch Oslofeltet) ist ein geologischer Graben in der Erdkruste nahe der norwegischen Hauptstadt Oslo.
Die Grabenbildung fällt in die Zeit der variszischen Orogenese und beginnt bereits im späten Karbon. Im Perm sank die Landschaft ab und es erfolgte die hauptsächliche Formung durch vulkanische Deckgesteine, was sich beispielsweise an basaltischen Gesteinstypen und an porphyrischen Gesteinen wie Rhombenporphyren und Ignimbriten zeigt.
Im Zuge dieser intensiven vulkanischen Entwicklung bildeten sich mehrere Calderen, die jedoch in der Landschaft an morphologischen Merkmalen nicht mehr erkennbar sind. Weitere seltene Gesteine wie Nephelinsyenit, Tinguait, Nordmarkit, Ekerit, Syenit (Larvikit) und Tönsbergit als dessen rote Varietät sind hier aufgeschlossen. Einige dieser Fundorte sind international bekannt und bedeutsam.
Die Aktivität endete mit Hebungen und Intrusionen nach etwa 65 Millionen Jahren in der frühen Trias.